# 점판암

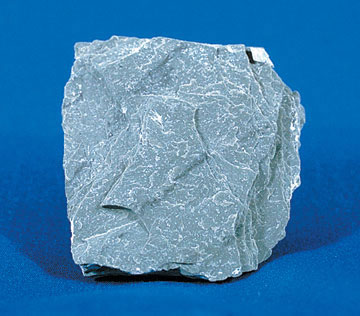
점판암

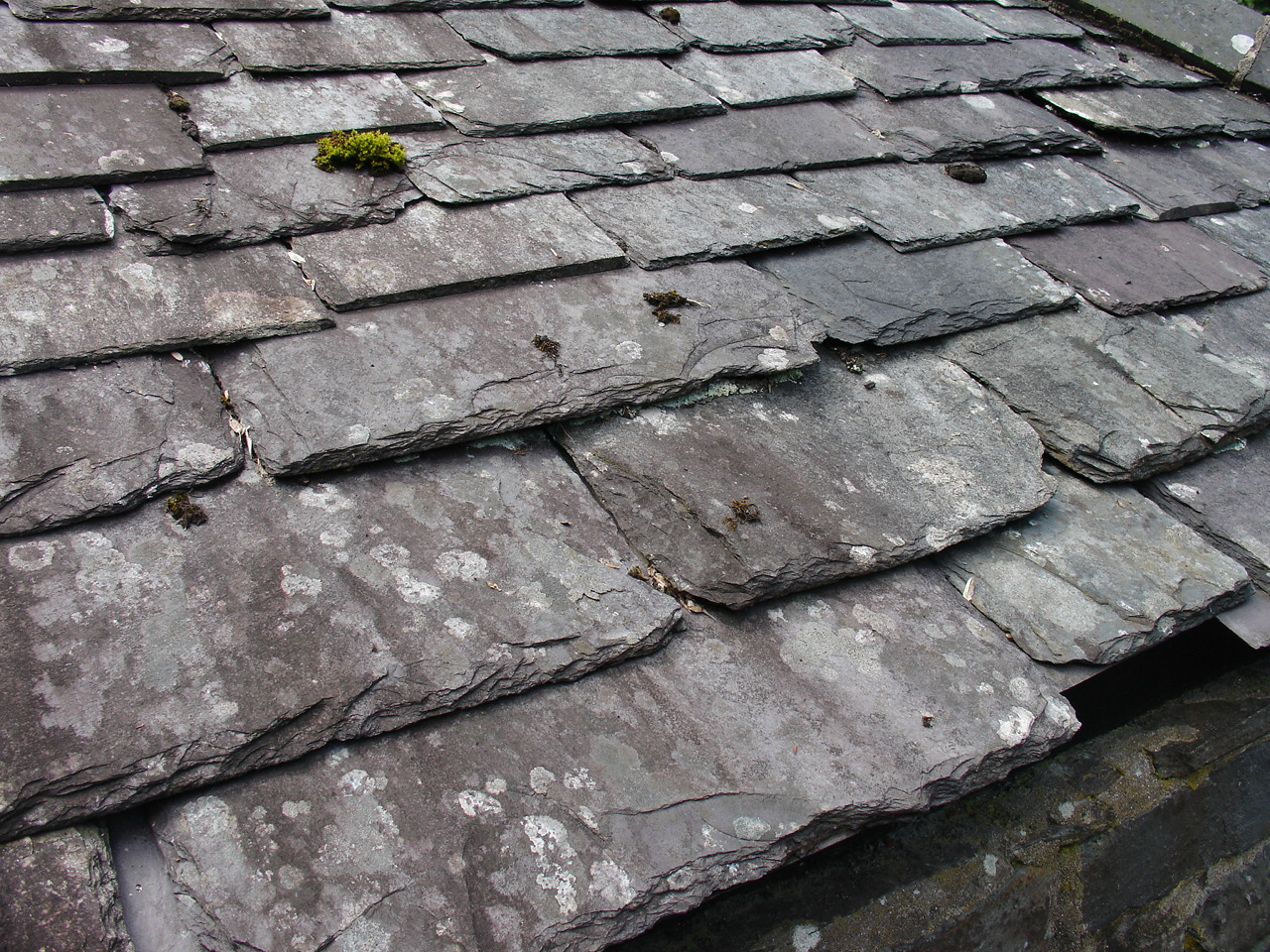
건물 건축에 쓰인 점판암 지붕

점판암(粘板岩)은 점토가 굳어서 된 검은 빛깔의 치밀한 변성암이다. 슬레이트 석판, 벼룻돌 따위에 사용한다.

## 한국
조선 누층군 묘봉층의 대부분과 옥천 누층군의 일부는 점판암으로 구성되어 있다.

## 같이 보기
- 옥천 누층군
- 슬레이트
- 타일